# Dieter Döhla

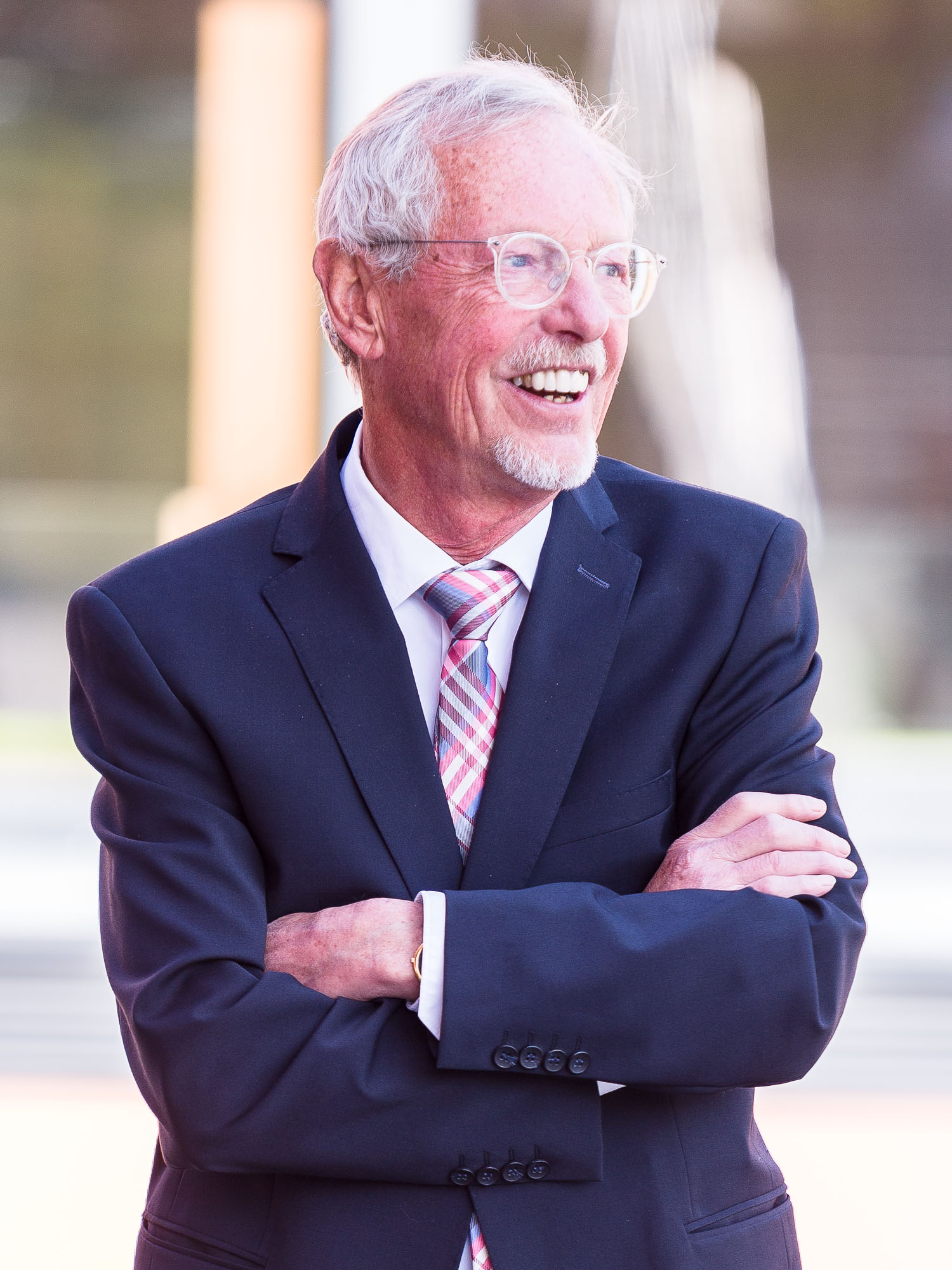
Dieter Döhla vor der Freiheitshalle (2020)

Dieter Döhla (* 28. März 1944 in Stammbach, Oberfranken) ist ein deutscher Jurist, Politiker (SPD) und ehemaliger Oberbürgermeister der Stadt Hof (1988 bis 2006).

## Leben
Nach dem Abitur an der Oberrealschule Münchberg studierte Dieter Döhla in den Jahren 1963 bis 1968 an den Universitäten München und Würzburg Rechtswissenschaften. Die daran anschließende Referendariatszeit verbrachte er ebenfalls in Würzburg. Im Jahr 1971 heiratete er dort seine Frau Margit, geborene Schlereth. Die 2. Juristische Staatsprüfung legte Dieter Döhla 1972 ab. Von 1973 bis 1984 war er als Richter und Staatsanwalt am Amtsgericht, am Landgericht und in der Staatsanwaltschaft Hof tätig.
Im Jahr 1984 wählte ihn der Stadtrat, dem er seit 1978 angehörte, zum hauptamtlichen 2. Bürgermeister der Stadt Hof. Vier Jahre später, im März 1988, gelang dem SPD-Politiker der Sprung an die Spitze der Stadt. Dieter Döhla wurde als Nachfolger von Hans Heun zum Oberbürgermeister gewählt. Er blieb drei vollständige Amtszeiten im Amt – bis zu seinem freiwilligen Ausscheiden im Jahr 2006.
Nach seinem Ausscheiden aus dem Amt arbeitete Dieter Döhla als Rechtsanwalt und war einige Jahre ehrenamtlicher Vorstandsvorsitzender der Bürgerstiftung Hof.
Seine Tochter Eva Döhla wurde im Jahr 2020 zur Oberbürgermeisterin von Hof gewählt.

## Politik
In seine Amtszeit fiel die Öffnung der deutsch-deutschen Grenze, die Hof in eine zentrale Lage gerückt hat. Damit waren neue Herausforderungen, insbesondere die Stärkung Hofs als Oberzentrum, verbunden. Weitere Höhepunkte waren die Landesgartenschau 1994, der Neubau des Theaters sowie die Errichtung und der Ausbau der Hochschule Hof. Meilensteine in der strategischen und wirtschaftlichen Entwicklung der Stadt Hof stellen ferner die Gründung der Euregio Egrensis 1992, die Fusion zur Kreis- und Stadtsparkasse Hof 1994, die Gründung des Kuratoriums Hochfranken 1997, des Zweckverbandes Automobilzuliefererpark Hochfranken 2002 und der Beitritt zur Europäischen Metropolregion Nürnberg 2003 dar. Mit der Städtepartnerschaft zwischen Eger und Hof schließlich wurde eine neue Verbindung zum östlichen Nachbarland Tschechien geschaffen.

## Auszeichnungen
- Verdienstkreuz am Bande des Verdienstordens der Bundesrepublik Deutschland (1996)
- Medaille für besondere Verdienste um die kommunale Selbstverwaltung des Freistaats Bayern in Silber (2000)
- Ehrenmedaille des Bezirks Oberfranken in Silber (2001)
- Medaille „Im Dienst an der Wirtschaft“ der Landesgewerbeanstalt in Silber (2001)
- Bayerische Sparkassenmedaille in Gold (2002)
- Verdienstnadel in Silber mit Gold des Bayerischen Landes-Sportverbandes (2003)
- Silberne Medaille Nr. 4 der Stadt Joensuu, Finnland (2006)
- Ehrenbürger der Stadt Hof (seit 9. April 2009)
- Bayerischer Verdienstorden (2011)